# Francouzský paradox
Francouzským paradoxem označujeme údajnou skutečnost, že lidé žijící ve Francii trpí relativně nízkým výskytem akutních srdečních příhod, navzdory jejich jídelníčku bohatému na nasycené tuky. Tento fenomén poprvé odborně popsal irský lékař Samuel Black v roce 1819, ale zpopularizován byl až koncem 20. století. Statistická data lze ale vysvětlit i jinak.

## Podstata paradoxu
Podle údajů FAO (Food and Agriculture Organization) z roku 2002, průměrný Francouz zkonzumoval denně 108 gramů živočišných tuků, zatímco průměrný Američan zkonzumoval jen 72, tedy rozdíl je 30 procent. Francouzi jedí čtyřikrát více másla, o 60 procent více sýrů a téměř třikrát více vepřového masa. Ačkoli Francouzi konzumují celkově jen o trochu více tuku (171g/den proti 157), konzumují mnohem více nasycených tuků, protože Američané konzumují o dost větší proporce tuku ve formě rostlinných olejů a většinou je to sojový olej. Nicméně, podle údajů britské Heart foundation, v roce 1999 počty úmrtí z důvodů akutních srdečních příhod mezi muži ve věku 35–74 let byly 230 na 100 000 lidí v USA, ale jen 83 na 100 000 ve Francii.[zdroj?]
Jisté analýzy ale ukazují na (vysvětlující) rozdíly v kvalifikaci onemocnění a časové prodlevě (30 let) mezi konzumací a výskytem nemocí (tak jako u rakoviny plic).
Zdálo se, že primárním faktorem tohoto trendu je vysoká spotřeba červeného vína ve Francii.[zdroj?] Tato teorie (jejímž autorem je Serge Renaud z Francie) zazněla v americkém rozhlasovém pořadu ”60 minutes” vysílaném v roce 1992. Tento pořad tak urychlil značný nárůst poptávky po červeném vínu v USA.
Resveratrol a další složky hroznového vína (obecně flavonoidy) byly pozitivně spojené s bojem proti rakovině, srdečním chorobám, proti degenerativnímu nervovému onemocnění, a dalším onemocněním. Poslední výzkumy ukazují, že vliv resveratrolu byl přeceňován. Koncentrace resveratrolu jsou tak malé, že nemohou vysvětlit tento paradox. Naopak každý alkoholický nápoj je podle IARC považován za prokázaný karcinogen. I jedna sklenka vína denně zvyšuje riziko vzniku rakoviny. Velká mezinárodní studie na 11 tisících dvojčat zahrnující 43 let prokázala, že ten, kdo konzumuje sklenku vína denně, má pravděpodobnost že nastane cévní mozková příhoda o 34 % větší, než když se nepije ani polovina tohoto množství.
První vědecká studie vztahu mezi konzumací alkoholu a aterosklerózy byla zveřejněné v Journal of the American Medical Association v roce 1904. První epidemiologická studie oznamující, že mírní pijáci vykazují vyšší dlouhověkost než abstinenti, nebo těžcí pijani byla (v době prohibice) zveřejněna americkým biologem Raymondem Pearlem v roce 1926.
Dosud neexistuje lékařský konsenzus o tom, zda mírná spotřeba piva, vína, anebo destilátů má silnější vazbu k dlouhověkosti. Příčiny francouzského paradoxu z lékařského hlediska nejsou ještě zcela jasné a výzkum pokračuje.

### Poznámka
Francouzský paradox je často zaměňován se souvisejícím, ale odlišným konceptem o středomořské stravě, který byl také popularizován v 90. letech 20. století.